# Reprodutor de mídia portátil

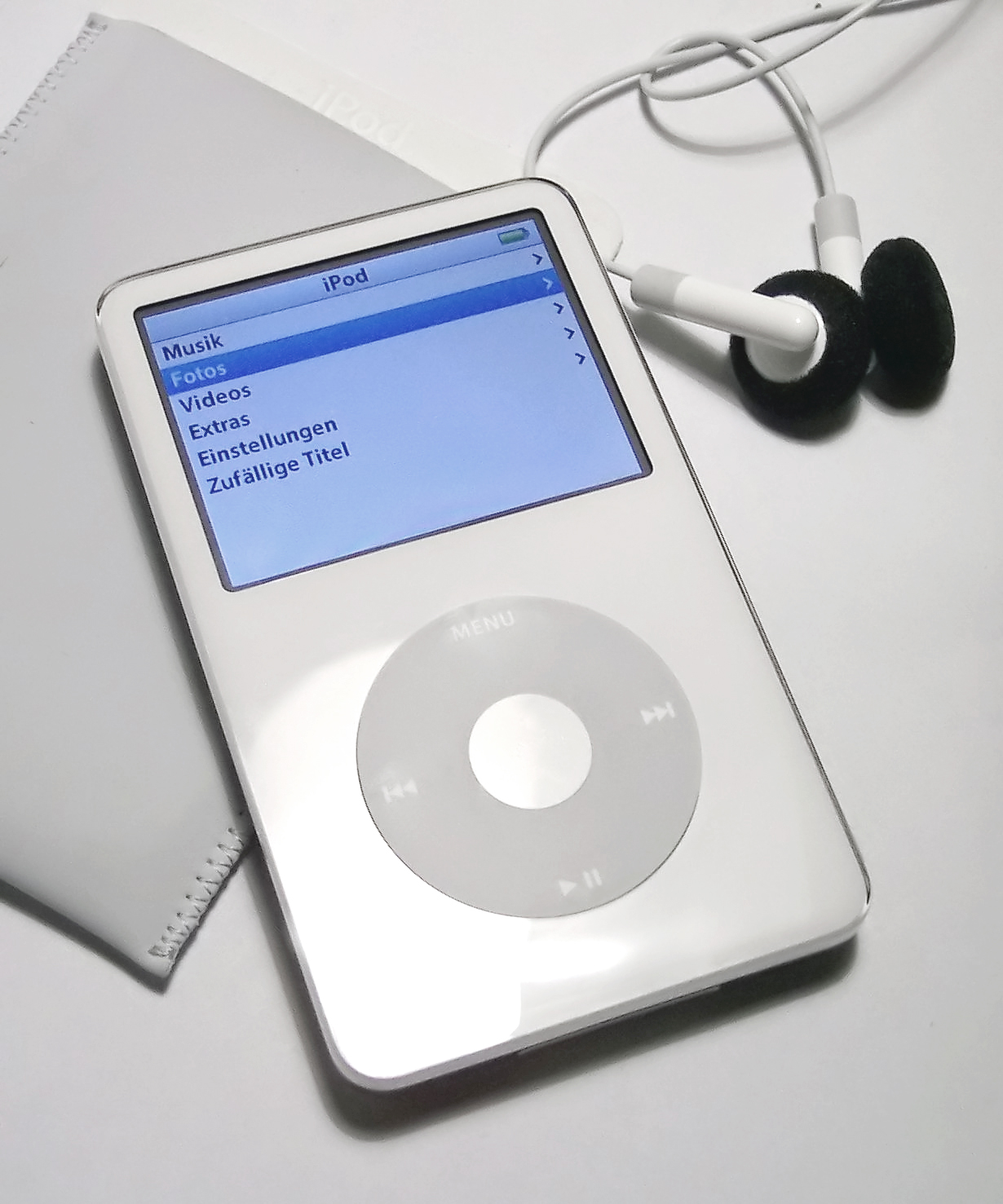
Leitor de MP3 iPod, da Apple.

Um reprodutor de mídia portátil (português brasileiro) ou reprodutor multimédia portátil (português europeu) é um dispositivo eletrônico capaz de armazenar e reproduzir arquivos em um ou mais formatos de mídia. Os dados são tipicamente armazenados num disco rígido, microdrive, ou memória flash. Reprodutores de som digital que mostram imagens e executam vídeos são também considerados reprodutores de mídia portátil Outros tipos de dispositivos eletrônicos como telefones celulares são as vezes chamados de reprodutores de mídia portátil por causa de suas capacidades de armazenar e executar mídia.

## História

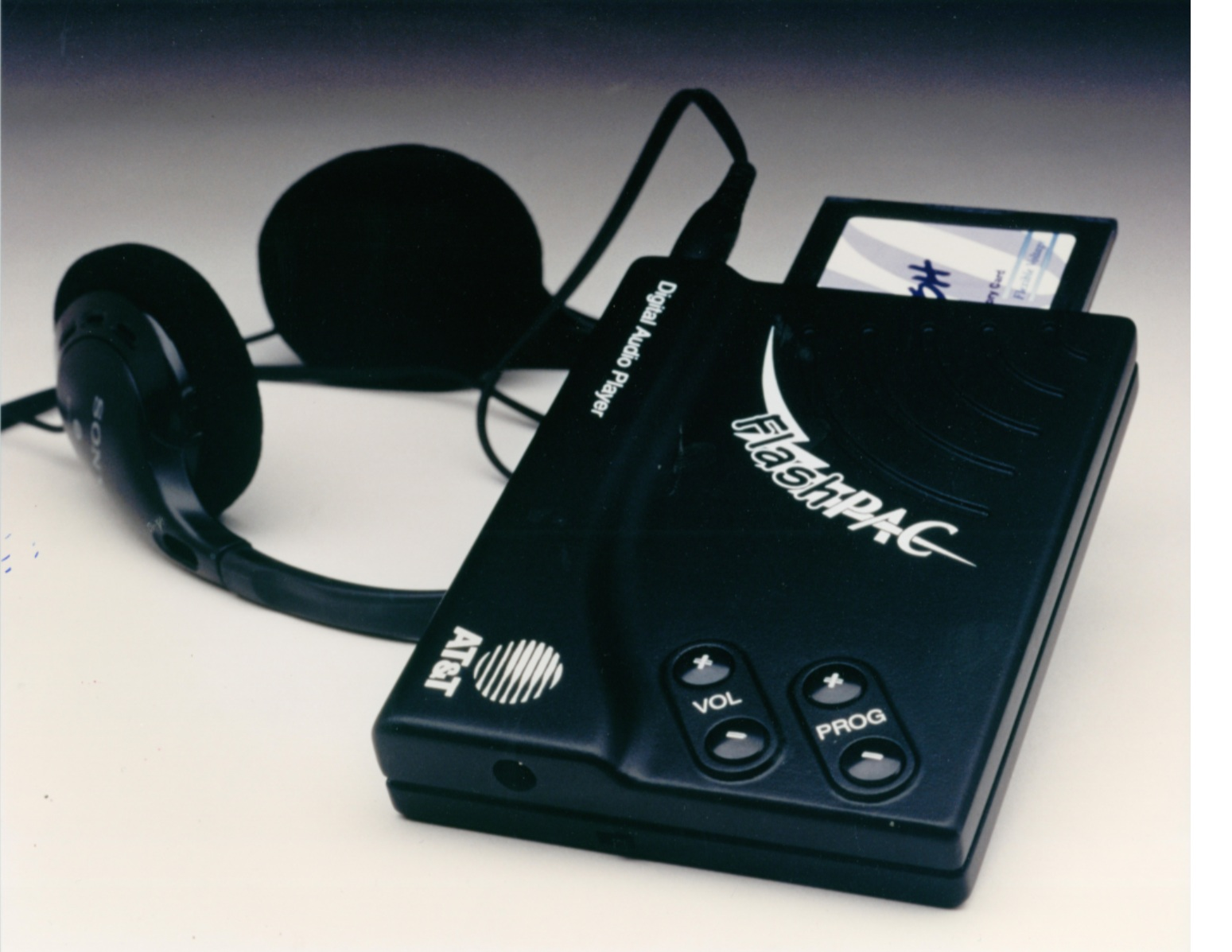
AT&T FlashPAC de 1996.

O primeiro protótipo de  um reprodutor de mídia portátil foi o IXI feito por Kane Kramer em 1979, o primeiro a ser vendido no mercado foi o AT&T FlashPAC em 1996, em 1997 o MPMan foi o primeiro a aceitar o formato MP3. Em 2001 a Apple Inc. lançou a primeira versão do iPod, considerado o mais notável reprodutor de mídia portátil.

## Formatos tipicamente suportado
Atualmente, os formatos de arquivo mais comuns nesses dispositivos, são o MP3 e o MP4.